# Eschweilera rimbachii
Eschweilera rimbachii là một loài thực vật linhin thuộc họ Lecythidaceae.
Loài này có ở Colombia và Ecuador.